# Biała plamistość liści rzepaku

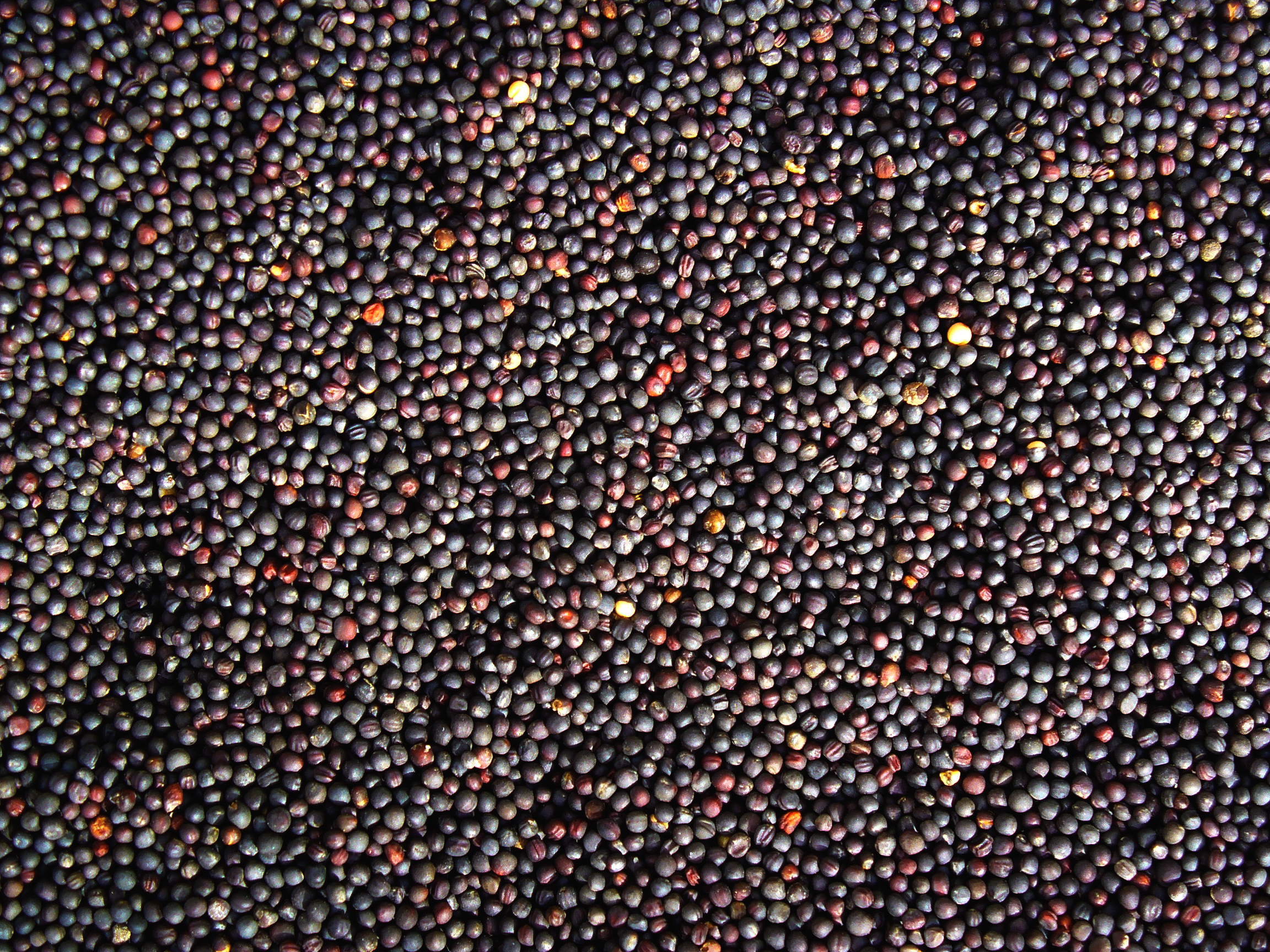
Sianie niezaprawionych nasion może wywoływać cylindrosporiozę roślin krzyżowych

Biała plamistość liści rzepaku (ang. light leaf spot of rape) – grzybowa choroba rzepaku, wywoływana przez należący do gromady workowców gatunek Pyrenopeziza brassicae. Dawniej nazywana była także cylindrosporiozą roślin kapustowatych lub cylindrosporiozą roślin krzyżowych.

## Występowanie
Występuje ona na wielu gatunkach roślin należących do rodziny kapustowatych (Brassicaceae), największe szkody wyrządza w uprawach rzepaku. W Polsce chorobę tę po raz pierwszy zaobserwowano w 1965 r. na kalafiorach koło Szczecina. Wysoka wilgotność powietrza i temperatury 10–15 °C powodują, że choroba może występować epidemicznie. Ponadto chorobie sprzyja ciepła zima oraz wilgotna jesień i wiosna, uszkodzenia i osłabienia roślin i zwiększony udział roślin kapustowatych w zmianowaniu.

## Objawy i szkodliwość
Źródłem infekcji są porażone nasiona i resztki pożniwne. Objawy chorobowe można obserwować na wszystkich częściach porażonych roślin. Na zaatakowanych liściach pęka kutikula i są odsłaniane skupienia białego nalotu, które tworzą koncentryczne pierścienie, zarodnikowania konidialnego (acerwulusów). Rozwój choroby powoduje, że na liściach tworzą się skupienia nalotu o średnicy około 1 cm. Porażone liście deformują się, żółkną, więdną i zamierają. Na łodygach występują szarobiałe plamy z czarnym pierścieniem na obwodzie. Silne porażenie powoduje uszkadzanie pąków, kwiatów i łuszczyn, a nawet wypadanie całych roślin.
Silnie porażone plantacje mogą wydać niższy plon nawet o 50%. Próg szkodliwości wynosi 20% porażonych roślin na jesień i około 10–15% na wiosnę.

## Zwalczanie i profilaktyka
Ograniczanie i zwalczanie cylindrosporiozy roślin krzyżowych polega na zaprawianiu nasion, opryskiwaniu roślin oraz przestrzeganiu poprawnej agrotechniki, na którą składa się: odpowiedni płodozmian, zalecana gęstość siewu i głęboka orka. Opryskiwanie przeprowadza się wiosną, od fazy czterech liści do fazy rozety. Zalecane są fungicydy triazolowe (metkonazol) i benzimidazolowe (karbendazym).
Rozwiązaniem jest także uprawa odmian odpornych na P. brassicae. Zwiększoną odporność posiadają np. niektóre zagraniczne odmiany rzepaku.